# Ротари (король лангобардов)
Ротари (606, Брешиа — 652, Монца) — король лангобардов в 636—652 годах, ранее герцог Брешиа.

## Биография

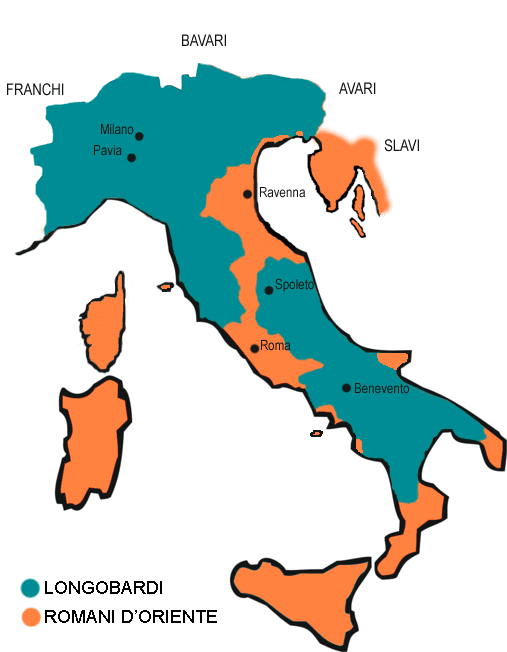
Лангобардское королевство при Ротари

По свидетельству Фредегара, после смерти предыдущего короля Ариоальда его вдова Гундеберга призвала к себе герцога Брешиа Ротари и заявила, что тот станет королём только после женитьбы на ней. Ротари не оставалось ничего другого, как изгнать свою законную супругу и жениться на вдове Ариоальда. Насколько достоверен этот рассказ, неизвестно. Вероятно, что избрание Ротари на престол могло быть не личной инициативой Гундеберги, а результатом компромисса между разными группами лангобардской знати. Возможно, инициатором брака с Гундебергой был сам Ротари, желавший женитьбой легитимизировать получение королевского титула среди сторонников ортодоксии. Способ передачи власти путём женитьбы на вдове своего предшественника был широко распространён среди древних германцев, в том числе, и среди лангобардов.
Однако и этот супруг Гундеберги заточил её в один из дворцов в Павии и держал там пять лет. Всё это время королева вела жизнь подобную той, что вели монахини, а король проводил время с наложницами. Медиевисты предполагают, что причиной вражды между супругами были их религиозные верования: Ротари был ярым сторонником арианства, а Гундеберга исповедовала ортодоксальное христианство. Только после вмешательства посла короля Хлодвига II Авбедона, по личному почину ставшего угрожать войной лангобардам за неуважение к их королеве, связанной родственными узами с правителями франков, Гундеберга в 641 или 642 году была возвращена ко двору, получив обратно всё конфискованное у ней имущество.
Ротари, так же как и Ариоальд, поддерживал арианство. Он очень сильно любил дисциплину и казнил непокорных вельмож. Ротари возглавил многочисленные военные кампании, в результате которых почти вся северная Италия оказалась под властью Лангобардского королевства.
Воспользовавшись тем, что Византийская империя переживала серьезный внутренний кризис, отвлекавший ее от Запада, Ротари присоединил все византийские территории в нижней части долины реки По, в том числе Одерцо. По утверждению Павла Диакона, «…Ротари захватил все города римлян, которые были расположены на берегу моря от города Луна в Тоскане, вплоть до границ франков…». В 641 году захватил Геную и в 643 году остальную часть Византийской Лигурии. 
Затем в 643 году Ротари вторгся в Равеннский экзархат и неподалёку от Модены в сражении на берегах Сколтенны, впадающей в реку Панаро, разбил войска экзарха Равенны Исаака. Однако даже сокрушительная победа над византийским экзархом Равенны, погибшим на поле боя, оказалась недостаточной для покорения экзархата.
Ротари издал названный его именем «Эдикт Ротари» — первый правовой кодекс Лангобардского королевства (на латинском языке). Он созвал гайретинкс для подтверждения его принятия в 642 или 643 году. Эдикт Ротари распространялся только на лангобардов: римляне продолжали жить под нормами римского права в правовых системах Лангобардского королевства.
Ротари умер в 652 году в Монце. После смерти престол занял его сын Родоальд. Тело Ротари было захоронено в баптистерии собора Святого Иоанна в Монце. Место захоронения традиционно известно как «Гробница Ротари».